# حصه الجابر
حصه بنت سلطان الجابر (عربی: حصة الجابر) یک مهندس، چهره برجسته دانشگاهی و سیاستمدار قطری است. او اولین وزیر فناوری اطلاعات و ارتباطات در قطر پس از تشکیل کابینه جدید توسط امیر شیخ تمیم بن حمد آل ثانی در سال ۲۰۱۳ بود. وی در سال ۲۰۱۷ یکی از چهار زن منصوب به مجلس شورای قطر و یکی از اولین نمایندگان زن پارلمان کشور قطر بود. حصه دارای مدرک لیسانس مهندسی از دانشگاه کویت و مدرک کارشناسی ارشد و دکترای علوم کامپیوتر از دانشگاه جرج واشینگتن در واشینگتن دی سی است. الجابر از سال ۲۰۰۵ تا ۲۰۱۳ سمت دبیرکلی شورای عالی فناوری اطلاعات و ارتباطات را بر عهده داشت. الجابر در دوران تصدی خود، آزادسازی بازار مخابرات قطر را رهبری کرد و به نوعی عصر انتخاب و رقابت را در صنعت مخابرات این کشور آغاز کرد. او پیشگام نوسازی زیرساخت‌های فناوری اطلاعات و ارتباطات قطر بود و این کار با اقداماتی از جمله تأسیس شبکه پهن باند ملی قطر، شرکت ماهواره‌ای آشیل ست قطر و مالومتیا ارائه‌دهنده پیشرو خدمات فناوری و راه حل‌های حرفه‌ای در قطر انجام داد. او در ساده‌سازی فرایندها برای شفاف‌تر کردن دولت با طرح‌های دولت الکترونیک نقش داشت. الجابر در سال ۲۰۱۳، در فهرست ۵۰۰ عرب قدرتمند جهان در مجله عربین بیزینس و در فهرست ۱۰۰ زن قدرتمند عرب در سال ۲۰۱۳ در رتبه ۲۰ قرار گرفت.